# Nepálská občanská válka
Nepálská občanská válka byl konflikt mezi vládními silami a maoisty, který probíhal v letech 1996–2006 na území Nepálu.
Počátky občanské války v Nepálu sahají do února roku 1996. Nepálem zmítala dlouholetá politická a hospodářská krize z části zaviněná absolutistickou vládou nepálských králů. V roce 1989 tehdejší král Bíréndra Bír Bikram Šáh Déva na nátlak lidových mas a různých organizací v čele s Nepálským kongresem odvolal zákaz působení politických stran, který byl zaveden v roce 1959. O rok později byla vydána demokratická ústava, díky které byla absolutistická monarchie přeměna na monarchii konstituční. V následujících letech se však politické strany nedokázaly vypořádat s hlubokými sociálními rozdíly mezi obyvateli Nepálu, chudobou a celkovou hospodářskou zaostalostí země.
Tím byla připravena půda pro vznik maoisticky orientovaných partyzánských skupin, které začaly s ozbrojeným bojem proti nepálské vládě. Již v samém počátku přerostl boj maoistů v celonárodní občanskou válku. Vliv maoistů v některých částech Nepálu byl dokonce tak velký, že zde ustanovili vlastní správu. Cílem maoistů bylo zejména zrušení monarchie a nastolení lidové socialistické republiky. Maoisté měli značnou podporu obyvatelstva, kterému slibovali zejména zlepšení sociálních podmínek. Nicméně desetiletí ozbrojených bojů si vyžádalo kolem 13 000 mrtvých a zhruba 200 000 lidí bylo nuceno opustit své domovy. Povstalci podnikali bombové útoky mimo jiné na policejní stanice, v roce 2003 se jim podařilo zavraždit tehdejšího šéfa nepálské policie.
V roce 2006 maoisté uzavřeli mírovou smlouvu se členy nepálské vlády a stali se členy parlamentu. Z voleb do Ústavodárného shromáždění z roku 2008 vzešla Komunistická strana Nepálu (maoisté) vítězně s celkovým počtem 220 z 575 křesel (celkový počet křesel v Ústavodárném shromáždění je 601, zbylých 26 míst však rozdělila nová vláda).